# 中国农工民主党新疆维吾尔自治区委员会
中国农工民主党新疆维吾尔自治区委员会，简称农工党新疆区委会、农工党新疆维吾尔自治区委、新疆农工党，是中国农工民主党在新疆维吾尔自治区的地方组织。